# Eugenia zelayensis
Eugenia zelayensis es una especie de planta perteneciente a la familia de las mirtáceas. 

## Descripción
Son árboles, que alcanzan un tamaño de 6–15 m de alto; ramitas densamente café-dorado tomentosas. Hojas elípticas u ovado-elípticas, (8.2–) 10–13.8 cm de largo y (2.9–) 3.3–6.5 cm de ancho, ápice acuminado o largamente acuminado, base redondeada, en la madurez glabras. Flores solitarias, pedicelos 10–25 mm de largo, densamente café-dorado tomentosos, bractéolas separadas, densamente café-dorado tomentosas en el exterior; hipanto campanulado, densamente tomentoso; lobos del cáliz elíptico-lanceolados, (3–) 4–8 mm de largo, densamente tomentosos externamente. Frutos globosos, 12 mm de diámetro.

## Distribución y hábitat
Especie poco común, se encuentra en nebliselvas y bosques siempreverdes, en Zelaya; a una altitud de  750–1200 metros; fl mar–abr, fr abr.

## Taxonomía
Eugenia zelayensis fue descrita por P.E.Sánchez y publicado en Phytologia 63(6): 461–462. 1987.
Etimología
Eugenia: nombre genérico otorgado en honor del  Príncipe Eugenio de Saboya.
zelayensis: epíteto geográfico que alude a su localización en Zelaya.